# Willem van de Velde de Oude
Willem van de Velde (Leiden, circa 1611 - Greenwich, 13 december 1693) was een Nederlands kunstschilder van voornamelijk marines. Zijn zonen, Willem van de Velde de Jonge en Adriaen van de Velde (1636-1672) waren ook schilders.

## Biografie

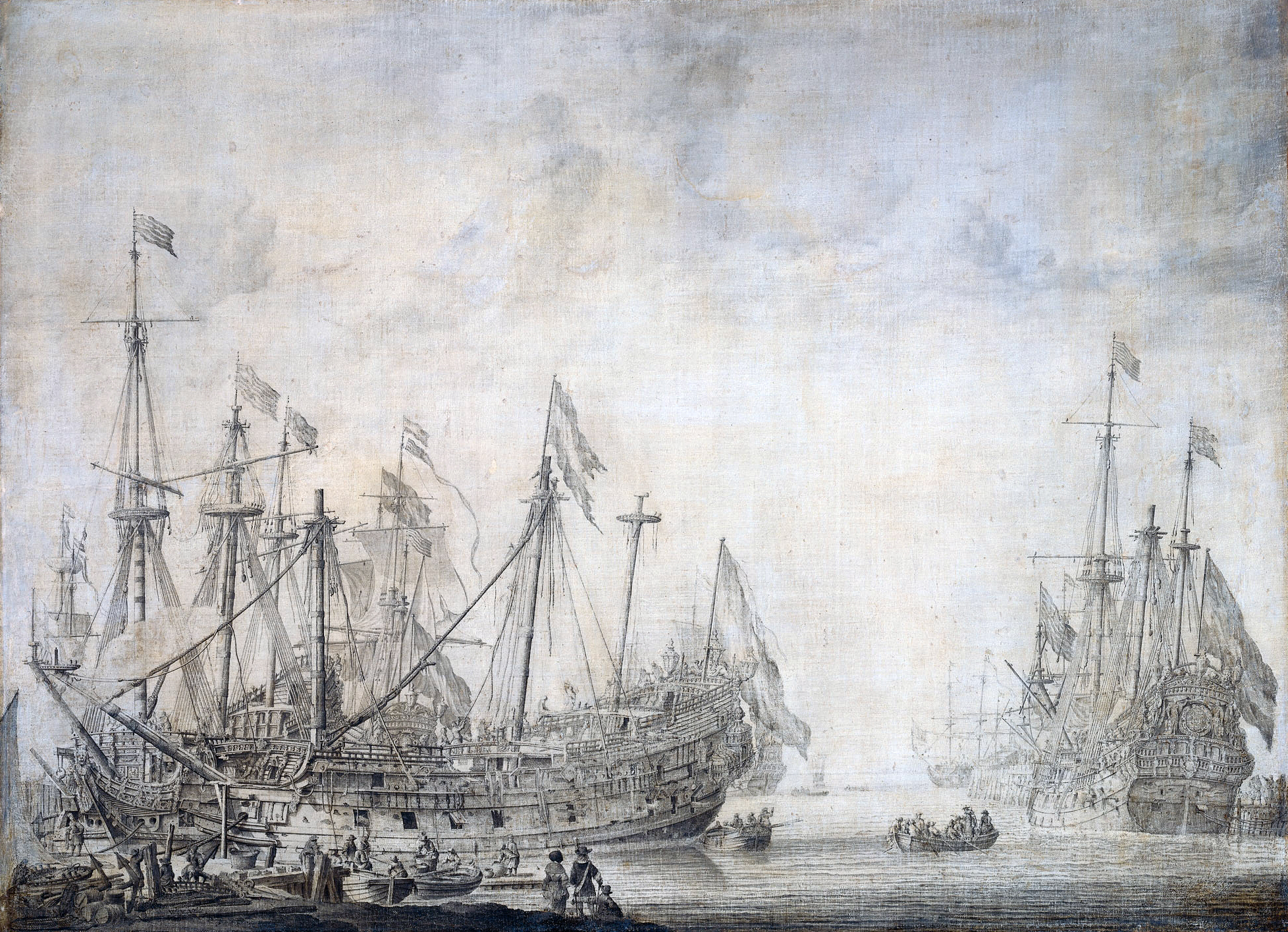
Schepen na de slag. 1630-1672. Amsterdam, Rijksmuseum Amsterdam.

Willem van de Velde de Oude werd in Leiden geboren als de zoon van een Vlaamse schipper, Willem Willemszoon van de Velde. Hij raakte al op jonge leeftijd door het werk van zijn vader bekend met de scheepvaart. Het is onbekend wanneer hij precies met schilderen begon, maar begin jaren dertig van de zeventiende eeuw startte hij een schildersatelier in Amsterdam. Van de Velde was hiernaartoe verhuisd met zijn vrouw Judick van Leeuwen en hun pasgeboren zoon Willem.
Van de Velde sloeg qua schilderstijl een andere weg in dan Hendrik Cornelisz. Vroom. Van de Velde maakte monochrome penschilderijen die met veel precisie de schepen en zeeslagen in beeld brachten. Hij kreeg vanuit verschillende hoeken opdrachten voor zijn werk, waaronder van de Staten-Generaal. Zo maakte hij bijvoorbeeld ook prenten van de overwinning in de Zeeslag bij Duins. Ten tijde van de periode van de Ware Vrijheid werd Van de Velde ingezet als officiële oorlogskunstenaar. Zo bracht hij in 1653 boodschappen over naar Maarten Harpertszoon Tromp voor hij in beeld en geschrift ooggetuigenverslagen maakte van de zeeslagen. Van de Velde voer in totaal zesmaal mee met de Nederlandse vloten tijdens de Engels-Nederlandse oorlogen.
In 1657 woonde hij in Amsterdam aan de Korte Koningstraat op de Lastage. Toen Cosimo III de' Medici in 1668 langs kwam woonde hij aan de Amstel. In 1672, aan het begin van de Derde Nederlands-Engelse Oorlog, verhuisde hij met zijn zoon Willem naar Engeland, waar hij in dienst trad van Karel II van Engeland. Deze betaalde hen beiden honderd pond per jaar. Ook hier werd hij aangesteld als officiële oorlogskunstenaar en voer hij met de vloten mee naar de Eerste en Tweede Slag bij Schooneveld. Naast schilderijen maakte Van de Velde ook ontwerpen voor wandkleden van zeeslagen voor Jacobus, Hertog van York. Twee van deze werden in 2021 aangekocht door het Scheepvaartmuseum in Amsterdam.
Na de troonsbestijging van Willem III van Oranje als koning van Engeland werd de koninklijke toelage voor de Van de Veldes geschrapt. Hij overleed op 13 december 1693 en drie dagen later werd hij begraven in de kerk van St. James Piccadilly in Londen.

## Galerij

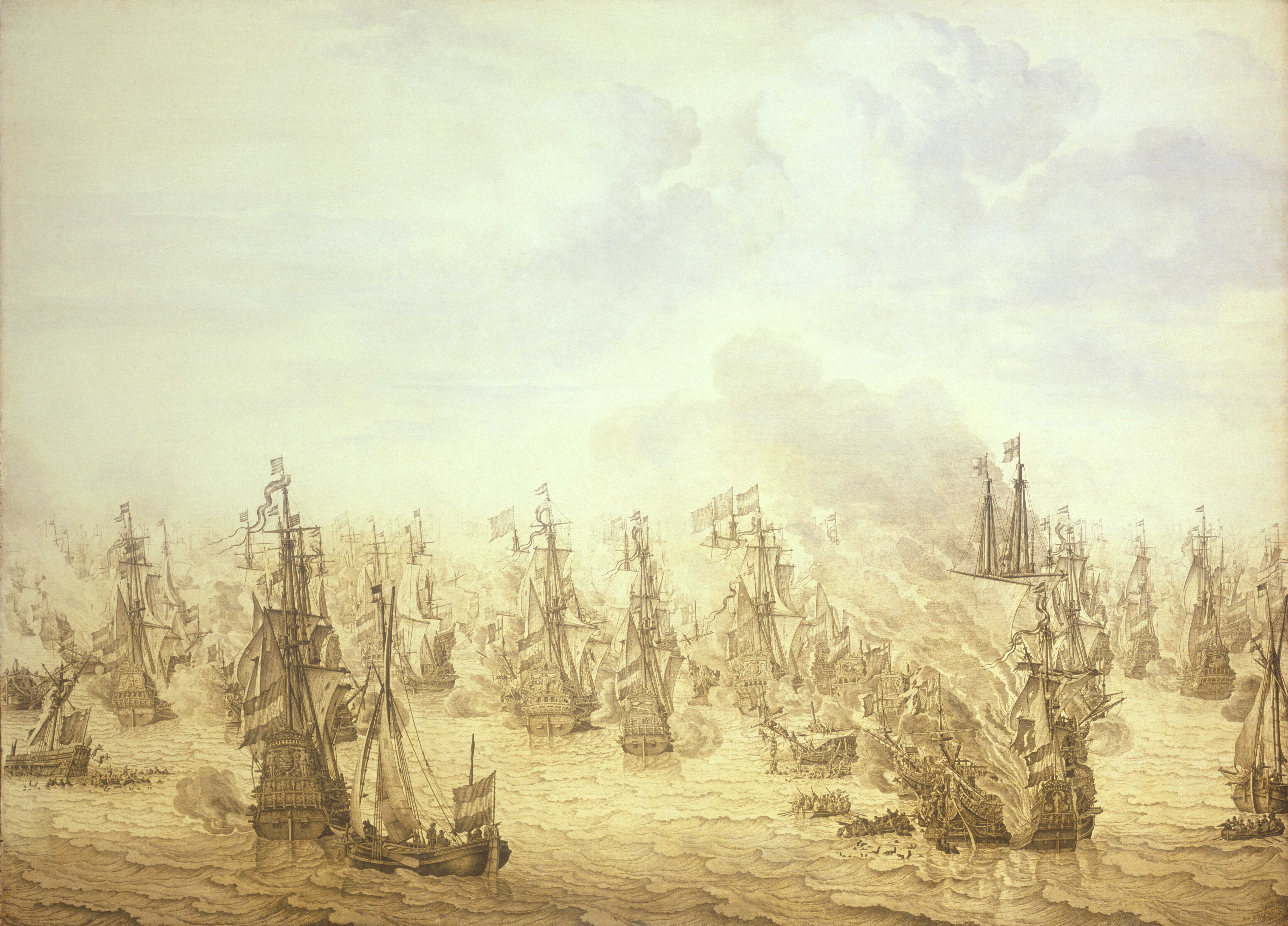
Slag bij Ter Heijde
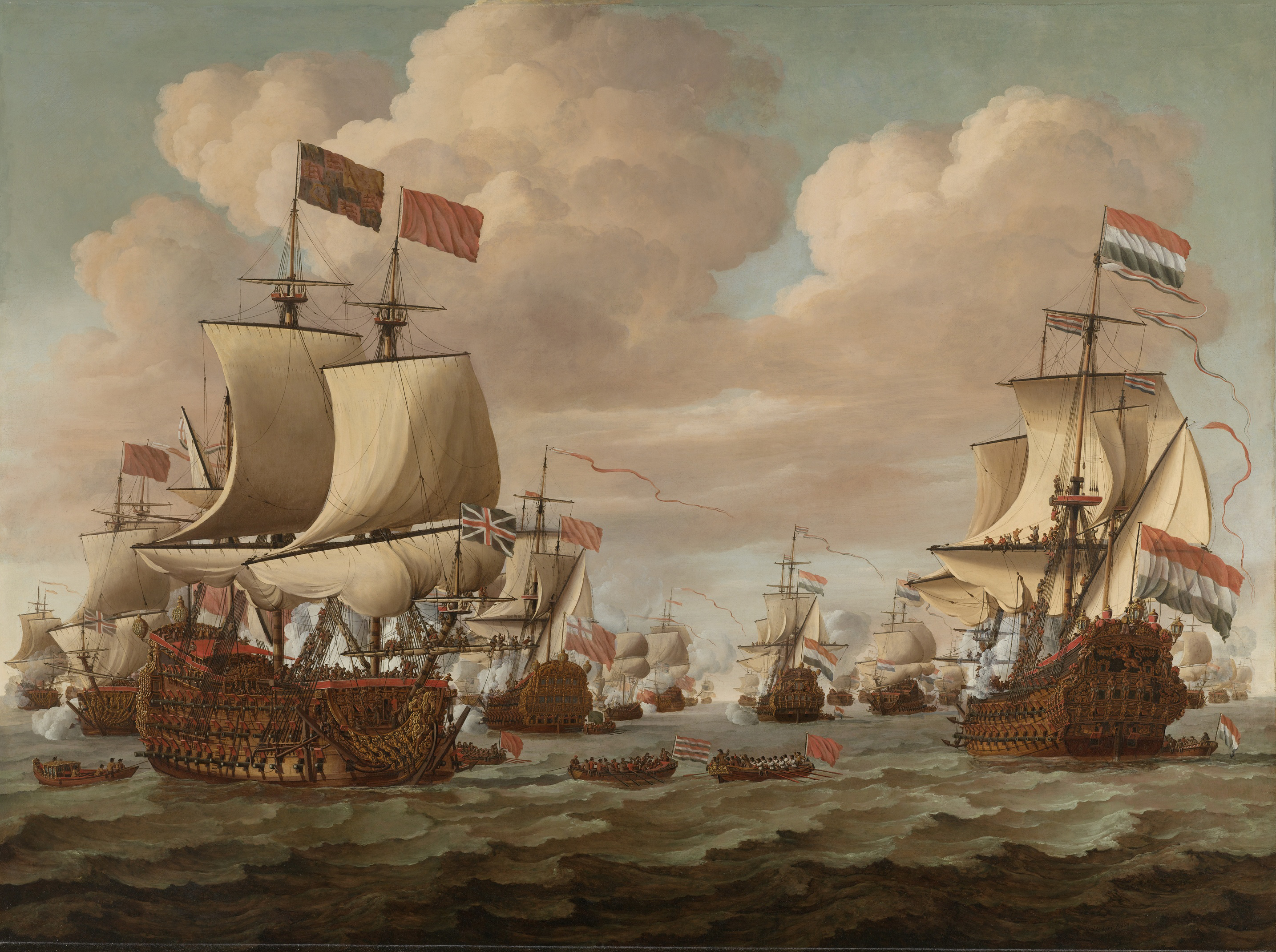
De ontmoeting tussen het Engelse schip Prince en het Nederlandse schip Gouden Leeuw
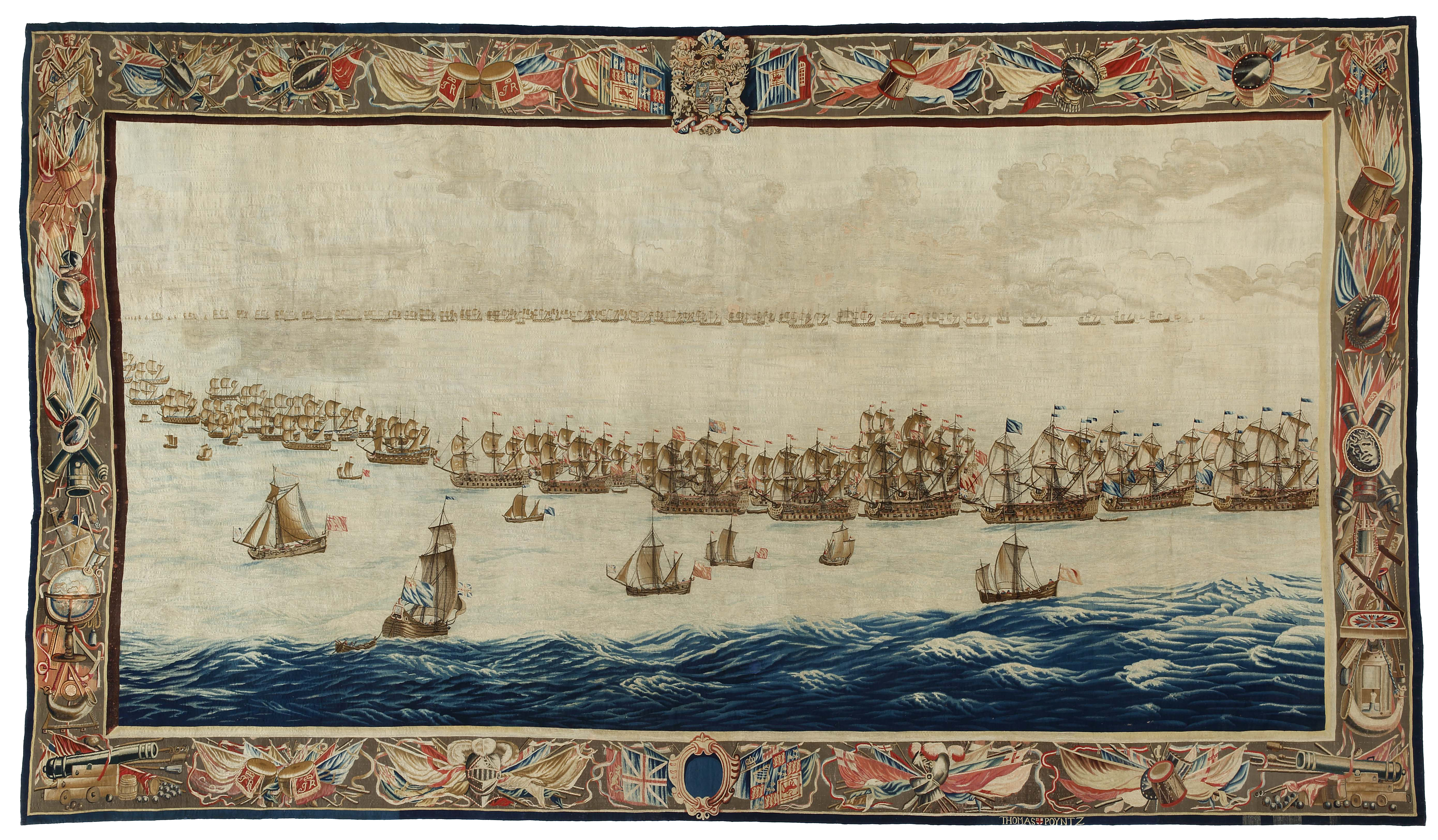
Een wandtapijt van de hand van Van de Velde
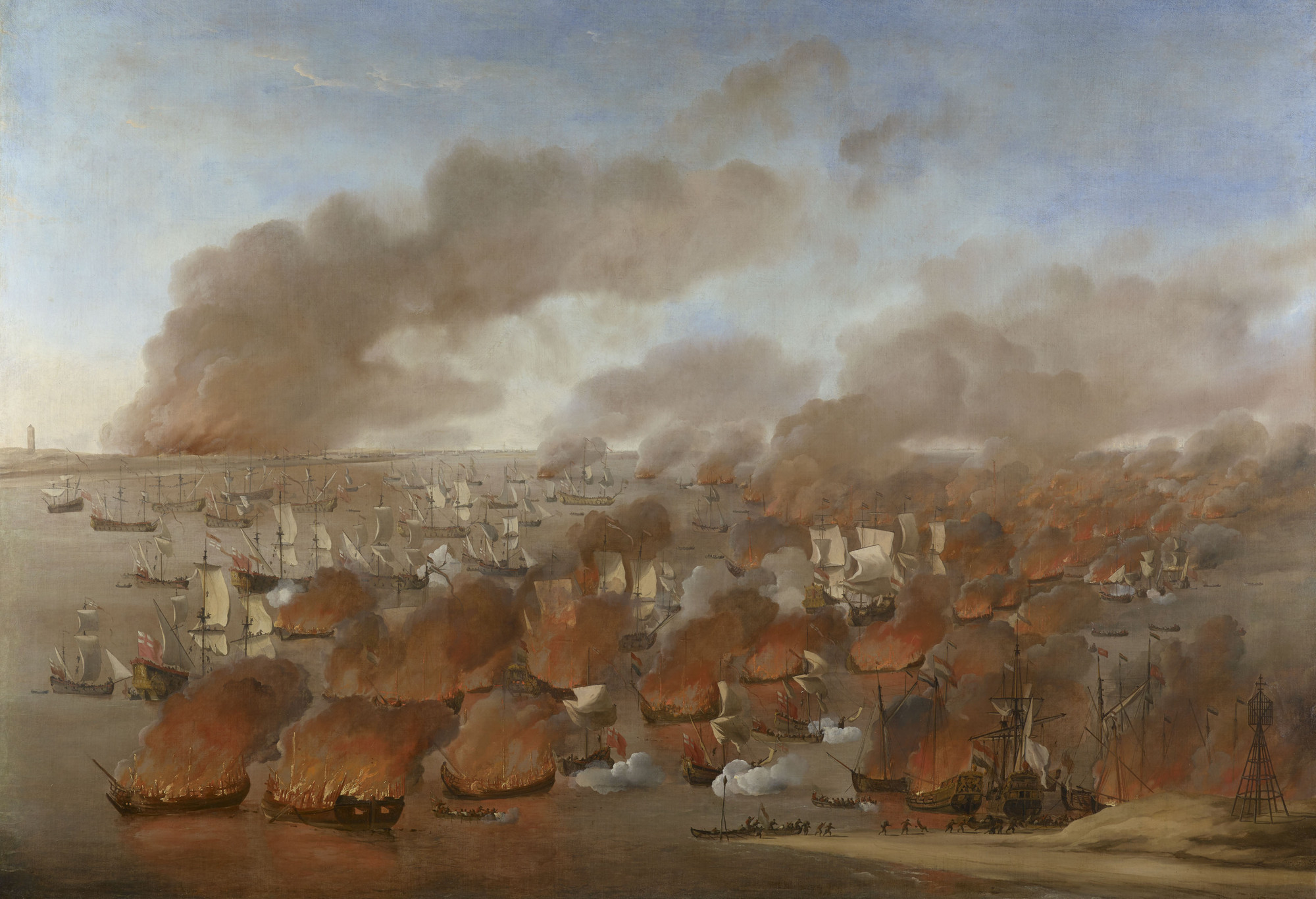
Holmes Bonfire
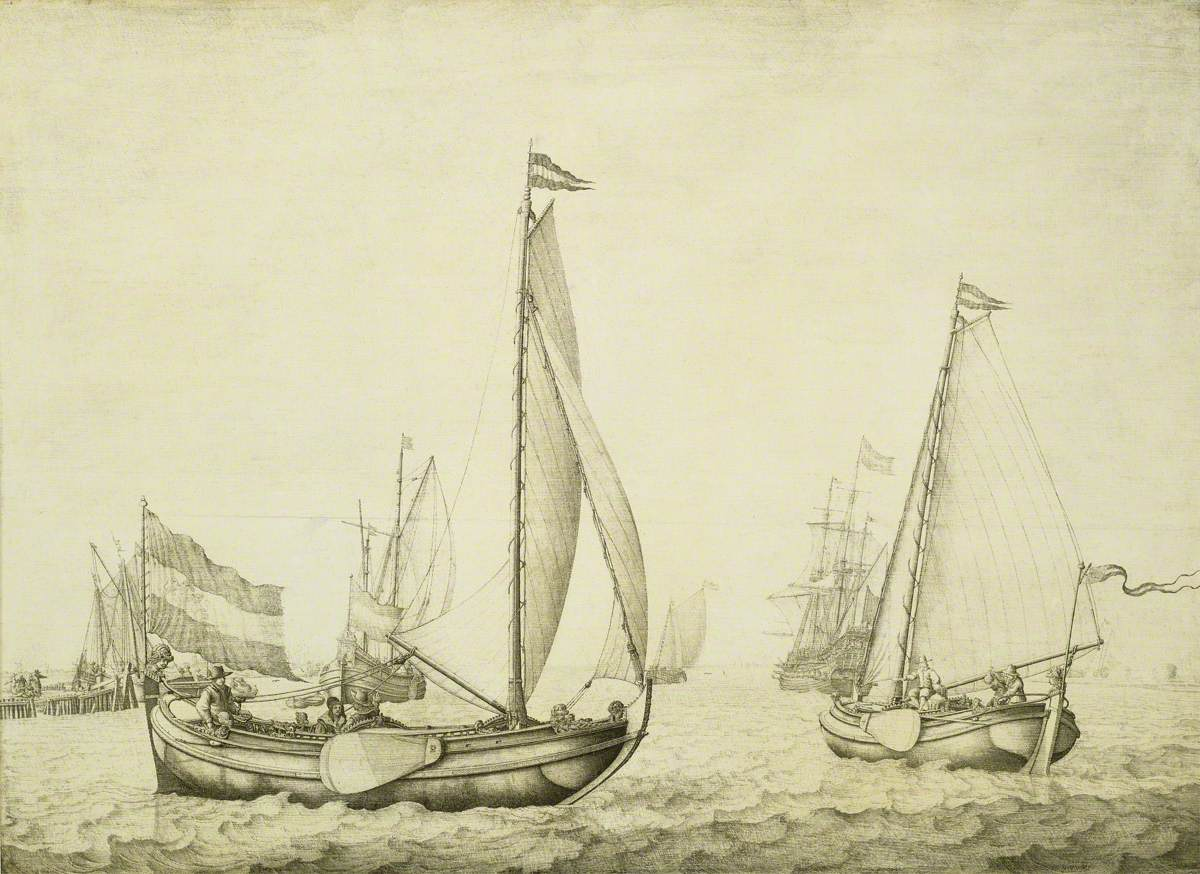
Tekening van twee Nederlandse boeiers

- Biblioteca Nacional de España: XX1377171
- Bibliothèque nationale de France: cb11954703t (data)
- Biografisch Portaal: 51997363
- Digitale Bibliotheek voor de Nederlandse Letteren: veld088
- Gemeinsame Normdatei: 118977369
- International Standard Name Identifier: 0000 0000 7100 777X
- KulturNav: 32d1546b-0f01-422e-9688-8a5deb4bf24e
- Library of Congress Control Number: n82056725
- Nationale Bibliotheek van Tsjechië: jo20201078797
- Nationale bibliotheek van Australië: 35229619
- Nationale Bibliotheek van Israël: 987009461654805171
- Nationale Bibliotheek van Polen: a0000003816382
- Nederlandse Thesaurus van Auteursnamen: 068322453
- RKD-Nederlands Instituut voor Kunstgeschiedenis: 79793
- LIBRIS: 208508
- SNAC: w63r2pc9
- Système universitaire de documentation: 19253453X
- Trove: 873900
- Union List of Artist Names: 500014495
- Virtual International Authority File: 3270908
- WorldCat: E39PBJfCCqx6JVVkYHxhFcHXBP